# قائمة مؤلفات أحمد فضل القمندان
التالي هو قائمة بأعمال الكاتب والشاعر أحمد فضل القمندان

## كتب
| العمل                                                                 | نصّ        | تاريخ النشر                                           | ملخص | صورة |
| "المصدر المفيد في غناء لحج الجديد" (العنوان الأصلي:"الأغاني اللحجية") | ويكي مصدر | 1938 (صادر عن مطبعة الهلال، عدن)                      | ديوان الشعر الوحيد له، وكما يدلّ على ذلك عنوانه فالشاعر يحاول في هذه المجموعة الشعرية أن يقفز بشعر الغناء اللحجي إلى مستوى جديد بتغيير الإسلوب الشعري والغنائي للأغاني والأشعار الشعبية بإدخال التواشيح واللوازم التي أخذها عن الشعر الحميني الصنعاني. يضم الديوان معظم قصائده، حيث يحتوي على 90 قصيدة من أصل 94 منسوبة إليه. عندما نُشر هذا الديوان كانت بعض من أشعاره قد سُجّلت وأخرى منتشرة بين العامة، فقام بتجميع هذه القصائد ونشرها صديقه وشريكه في قيادة فرقته الموسيقية "إبراهيم راسم" وهو معلم موسيقى من أصل تركي. للمزيد... |      |
| "هدية الزمن في أخبار ملوك لحج وعدن"                                   | ويكي مصدر | 1932/1931 (صادر عن المطبعة السلفية ومكتبتها، القاهرة) | كتاب في التاريخ السياسي والعسكري لمحمية عدن تحت الإستعمار البريطاني، يورد فيه المؤلف الأحداث السياسية والأزمات الحربية في اليمن وبالتحديد الإمارات في الجنوب العربي (خصوصاً لحج وعدن)، ويتحدث فيه كذلك عن تاريخ عائلته الحاكمة عائلة العبدلي منذ توليها السلطة على لحج وحتى مقتل السلطان علي بن أحمد العبدلي وسقوط السلطنة العبدلية بيد العثمانيون ولجوء السلاطين إلى عدن في فترة حياة الشاعر. ويعتبر الكتاب من أهم المصادر للأحداث والصراعات السياسية في الفترات التي تناولها المؤلف في كتابه، وعادة ما يوصف القمندان تبعاً لهذا العمل بأنه مؤرخ. للمزيد... |      |
| "فصل الخطاب في إباحة العود والرباب"                                   | ويكي مصدر | 1938 (عدن)                                            | كتيب من عدد صغير من الصفحات، يحاول فيه الشاعر أن يجمع حجج وآراء بعض من الفقهاء المعروفين المؤيدين للغناء بإعتباره شرعياً. تعددت الدوافع التي جعلت من الشاعر ينشر هذا الكتيب، فبينما كانت عدن حيث نشر الكتيب لا تحتاج لمن يدافع عن الغناء حيث كان منتشراً بكثرة، إلا أنّ في شمال اليمن ساد الإعتقاد بتحريم الغناء والموسيقى، وفي المؤلَّف يهاجم القمندان علماء الأئمة ويتهمهم بتضليل العامة. وإلى جانب هذا فقد جاء عنوان الكتيب مشابهاً ل"رقية المصاب بالعود والرباب" لصاحبه الفقيه الحضرمي محسن بن محمد العطاس، مما يوحي بأنه نشر الكتيب ردّاً عليه. وكان القمندان قد خاض عدداً من النقاشات التي تطورت إلى تبادل للتهم والتكفير مع الفقيه العدني محمد سالم البيحاني حول الغناء والموسيقى وقضايا أخرى. للمزيد... |      |
| "التقويم الزراعي"                                                     | غير معروف | لم ينشر                                               | لا يُعرف عن هذا الكتاب الكثير، حيث ضاع نصّه إلى الأبد، ولم ينشر على الإطلاق. ويحتوي على إرشادات زراعية مبسطة للفلاح اللحجي تتنوع من تقييمات لمفعولية المبيدات السائلة في القضاء على الآفات إلى إرشادات للطرق الصحيحة للريّ والمواسم المناسبة للمحاصيل الزراعية. واعتمد المؤلف في كتابة هذا العمل على خبرته الطويلة في البستنة والحقل، إضافة إلى إطّلاعه على الكثير من المؤلفات العربية والأجنبية المتصلة بالزراعة، وأيضاً أسفاره الطويلة إلى مصر والهند بغرض تنمية خبرته الزراعية وجلب أصناف جديدة من الفواكه والمحاصيل. فُقِدَت المخطوطة الرئيسية عندما نُقلت ممتلكاته أثناء مرضه أو بعد وفاته إلى القصر السلطاني.                                                                                             |      |

## مقالات
| العمل                           | نصّ          | تاريخ النشر                                        | ملخص |
| "العقائد الفاسدة"               | ويكي مصدر   | 1938 (نشر في مقدمة ديوانه "الأغاني اللحجية"، عدن)  | للمقال عنوان آخر "لمن النصر اليوم!؟ لسبول الذرة أم لطبول المجاذيب؟". يهاجم فيه تخلّف المرأة عن العمل، ويدعوها إلى المشاركة في بناء المجتمع إلى جانب الرجل، وفيه ينتقد وضع المرأة للحجاب ويؤكد أن عزلتها عن المجتمع لا يجعلها أكثر عفافاً وطهراً، ويعقد مقارنة بين المرأة المحجبة العاطلة عن العمل والسافرة المجدّة في أعمالها في الحقل، ومن ثم يستنتج منطقياً بإنتصار المرأة السافرة على المحجبة بدون أن تتخلى عن عفافها وكرامتها. ونشر هذا المقال بعد أن شاعت ظاهرة بين النساء بأن يفضّلن الموالد والعطل والبقاء في عزلتهنّ على البدء في العمل والمشاركة الفعّالة في الحقل. |
| "الخزائن المطلمسة"              | ويكي مصدر   | 1938 (نشر في مقدمة ديوانه "الأغاني اللحجية"، عدن)  | يحارب فيه خرافات السحر والشعوذة المنتشرة في محيط الشاعر، ويدعو إلى الإعتماد على العقل والمنطق. وينتقد كذلك علماء الدين والشيوخ الذين يحاربون السحر ويكفرون السحرة، ويؤكد بأن ذلك يزيد من الإعتقاد بحقيقة إدعاء المشعوذين، وبالتالي تهافت عامة الناس عليهم أكثر من ذي قبل. |
| "وداع بيت على أكبار"            | ارفعها هنا! | النشر: ؟ الإنشاء: على الأرجح الثلاثاء 9 مارس 1920. | كتبه في مناسبة رجوعه إلى موطنه في لحج بعد خروج العثمانيون منها، وفيه يودّع المنزل الذي استأجره من هندي طوال الفترة التي بقي فيها في الملجأ في عدن لمدة أربع سنين وثلاثة أشهر وثمانية أيام. |
| "أمير عربي يصف الجزيرة العربية" | ارفعها هنا! | ؟                                                  | تظهر فيه قوميته العربية وإنتماءه العرقي للعرب بوضوح. حيث يهاجم فيه الظلم الإجتماعي السائد في البلدان والمجتمعات العربية، ويدعو إلى تحقيق العدالة الإجتماعية، ويتوق لرؤية الأمة العربية في مكانة مرموقة بين الأمم. |
| "حول «كشف النقاب»"              | ويكي مصدر   | الأحد، 2 أغسطس 1942 (في صحيفة فتاة الجزيرة، عدن)   | هذا المقال هو جزء من سلسلة من الهجمات المتبادلة بين الشاعر القمندان والفقيه "محمد سالم البيحاني" في صحيفة فتاة الجزيرة، تبادلوا خلالها قذف التهم ومحاولات تشويه سمعة الآخر، وكانت مواضيع الخلاف بين الكاتبين عديدة ومنها مسألة إرتداء المرأة للنقاب والحجاب. وكان البيحاني قد اتهم القمندان بأنه يدعو إلى السفور والإنحطاط الأخلاقي في مقالاته وأعماله، ويردُّ عليه الشاعر في هذا المقال بأنه لا يدعو إلى شيء كهذا، وأنّ تلك محاولة فقط منه لتشويه سمعة الأمير، ويتهمه هو الآخر بأنه مجرد جاهل لا علاقة له بالعلم.                                                      |

## مذكرات
| العمل         | نصّ        | تاريخ النشر                                | ملخص |
| "تاريخ حياتي" | ويكي مصدر | 1988 (وثائق مهرجان القمندان الثاني، بيروت) | مذكرات وجدت بين ممتلكاته، ويتحدث فيها عن حياته بإيجاز. حيث يبدأ بالحديث عن طفولته وتلقيه التعليم من شيوخه في الحوطة، ومن ثم ظهور ميوله لتعلّم العزف على الآلات الموسيقية، ويتحدث أيضاً عن تقلّده قيادة الجيش وبعض المواقف في مواجهته للقوّات العثمانية، وبعدها لجوءه إلى عدن مع العبادل بعد سقوط لحج بيد العثمانيين. وبعد أن يذكر رجوعه إلى موطنه لحج وتخليه عن قيادة الجيش، يخصّص ما تبقّى من سيرته الذاتية الصغيرة للحديث عن الفرقة التي قام بتأسيسها ويتحدث بإسهاب عن أعضاءها. |

### هوامش
1. ↑  عبد القوي محمد صنعاني، ص. 115-116
2. ↑  دراسة المؤتمر العام الأول، ص. 93
3. ↑  لطفي حسين منيعم، ص. 38-39
4. ↑  أحمد شريف الرفاعي، ص. 36
5. ↑  محمد سعيد جرادة، ص. 65
6. ↑  محمد سعيد جرادة، ص. 66
7. ↑  طبول المجاذيب، جمال السيد، نشرت في صحيفة عدن الغد، الثلاثاء 27 مايو 2014 نسخة محفوظة 06 أكتوبر 2014 على موقع واي باك مشين.
8. ↑  فضل عوض عوزر، ص. 24-25
9. ↑  فضل عوض عوزر، ص. 27
10. ↑  دراسة المؤتمر العام الأول، ص. 66
11. 1 2  أدب لحجي: من نثر القمندان ((الخزائن المطلمسة))، جمال السيد، صحيفة عدن الغد، نشر في الخميس 19 سبتمبر 2013 "نسخة مؤرشفة". مؤرشف من الأصل في 2014-10-09. اطلع عليه بتاريخ 2014-09-30.{{استشهاد ويب}}:  صيانة الاستشهاد: BOT: original URL status unknown (link)
12. ↑  شعر الغناء اليمني، ص. 553
13. ↑  "حول «كشف النقاب»"، أحمد فضل العبدلي، مقال نشر في صحيفة فتاة الجزيرة، 14 رجب 1361 ما يوافق 2 أغسطس 1942
14. ↑  وثائق، ملحق نُشر في مجلة "المنتدى الأدبي"، الصادرة عن اتحاد الأدباء والكتاب اليمنيين-فرع لحج، العدد (38)، نشر في أكتوبر/ديسمبر 1991.